# Tomás Reymão
Tomás Mascarenhas Lemos Reymão Nogueira, noto semplicemente come Tomás Reymão (Lisbona, 14 luglio 1998), è un calciatore portoghese, centrocampista del Leixões.

## Biografia
Tomás Reymão è nato dal banchiere Manuel da Costa Lobo Reymão Nogueira e Joana Lemos, una pilota portoghese specializzata nei rally. Sua madre si è risposata con Lapo Elkann, membro della famiglia Agnelli. Reymão ha un fratello, Martim, e due fratellastri, José António e Manuel Reymão Nogueira.

## Carriera
Nato a Lisbona, durante il suo percorso giovanile gioca per diverse squadre fra cui Sporting Lisbona, Fiorentina, Chelsea e Wolverhampton. Nel 2020 viene tesserato dal Boavista con cui debutta fra i professionisti l'8 luglio in occasione del match di Primeira Liga perso 1-0 contro il Marítimo.

## Statistiche

### Presenze e reti nei club
Statistiche aggiornate al 3 ottobre 2021.
| Stagione        | Squadra         | Campionato      | Campionato | Campionato | Coppe nazionali | Coppe nazionali | Coppe nazionali | Coppe continentali | Coppe continentali | Coppe continentali | Altre coppe | Altre coppe | Altre coppe | Totale | Totale |
| Stagione        | Squadra         | Comp            | Pres       | Reti       | Comp            | Pres            | Reti            | Comp               | Pres               | Reti               | Comp        | Pres        | Reti        | Pres   | Reti   |
| --------------- | --------------- | --------------- | ---------- | ---------- | --------------- | --------------- | --------------- | ------------------ | ------------------ | ------------------ | ----------- | ----------- | ----------- | ------ | ------ |
| 2019-2020       | Boavista        | PL              | 1          | 0          | CP+CdL          | 0               | 0               |                    | -                  | -                  |             | -           | -           | 1      | 0      |
| 2020-2021       | Boavista        | PL              | 0          | 0          | CP              | 0               | 0               |                    | -                  | -                  |             | -           | -           | 0      | 0      |
| 2021-2022       | Boavista        | PL              | 4          | 0          | CP+CdL          | 0+2             | 0               |                    | -                  | -                  |             | -           | -           | 6      | 0      |
| Totale carriera | Totale carriera | Totale carriera | 5          | 0          |                 | 2               | 0               |                    | -                  | -                  |             | -           | -           | 7      | 0      |